# Подкилава
Подкилава (на словашки: Podkylava) е село в западна Словакия, в Тренчински край, в окръг Миява. Населението му е 248 души.
Разположена е на 387 m надморска височина, на 16 km югоизточно от Миява. Площта му е 8,47 km². Кмет на селото е Ян Моригладко.